# انریک جنسانا
انریک جنسانا (انگلیسی: Enric Gensana; ۳ ژوئن ۱۹۳۶ – ۲۸ سپتامبر ۲۰۰۵) بازیکن فوتبال اهل اسپانیا بود که در پایان دهه پنجاه و آغاز دهه شصت در بارسلونا معروف شد و هشت فصل را در این باشگاه گذراند و فقط یک مصدومیت در مینیسک داشت که هرگز بهبود نیافت و او را مجبور به ترک باشگاه کرد، با این حال ۱۳۱ مسابقه انجام داد و ۱۳ گل به ثمر رساند.
وی در  تیم ملی فوتبال اسپانیا بازی کرده‌است.